# Benedetto Walter
Benedetto Walter (fl. XIX-XX secolo) è stato un imprenditore italiano del settore petrolifero.
Di origine tirolese, visse a lungo a Venezia.
Ha iniziato la sua attività come armatore ed è passato all'importazione del petrolio dapprima russo e poi americano. È poi entrato in affari con il trust di John Rockfeller. Il socio americano usava Venezia come base per l'introduzione nel mercato europeo e proprio con Rockfeller nel 1891 Walter ha fondato a Venezia la SIAP (Società Italo Americana pel Petrolio), che nel 1950 è diventata la Esso italiana. 
Oltre all'esperienza nel campo del trasporto marittimo, Benedetto Walter aveva all'epoca una conoscenza del mercato petrolifero italiano in quanto la sua prima ditta risale al 1885, con il nome di Ditta Benedetto Walter & C  in società con Paolo Wedekind, uno dei più importanti banchieri dell'epoca e proprietario del celebre Palazzo Wedekind.  La prima importante struttura di tale ditta risale al 1889, con sede a Savona sul piazzale delle Casse del porto. Vi si svolgeva il commercio del petrolio per riscaldamento e illuminazione alla rinfusa e in fusti metallici che venivano confezionati sul posto.